# 倪涛 (1963年)
倪涛（1963年—），汉族，湖北黄冈人，中华人民共和国政治人物、第十二届全国人民代表大会江苏地区代表。

## 生平
毕业于武汉水运工程学院船舶内燃机专业，加入中国共产党。2013年，被选为全国人大代表。